# Fehmi Agani
Fehmi Agani (serb. Фехми Агани, ur. 23 stycznia 1932 w Gjakove, zm. 6 maja 1999 w okolicach Lipjanu) – kosowski socjolog.

## Życiorys
W 1959 ukończył studia filozoficzne na Uniwersytecie Belgradzkim, a w 1965 na tej samej uczelni uzyskał stopień magistra nauk politycznych. Pracę doktorską z socjologii (Partie i grupy polityczne w Albanii w czasie II wojny światowej) obronił w 1973 na Wydziale Filozoficznym Uniwersytetu w Prisztinie. W latach 1967–1970 pełnił funkcję dyrektora Instytutu Albanologicznego w Prisztinie, a następnie dziekana Wydziału Filozoficznego. W tym czasie prowadził w piśmie Rilindja rubrykę poświęconą sytuacji międzynarodowej.
W latach 90. pełnił funkcję wiceprzewodniczącego Demokratycznej Ligi Kosowa, będąc najbliższym współpracownikiem Ibrahima Rugovy. Janusz Bugajski określał go jako głównego stratega partii.. Był także deputowanym do działającego w podziemiu parlamentu kosowskiego (Kuvendi të Republikës së Kosovës). Jako przeciwnik rozwiązań siłowych w sporze o Kosowo i zwolennik interwencji międzynarodowej wziął udział w negocjacjach w Rambouillet.
Zginął, zastrzelony w niejasnych okolicznościach, kiedy próbował przedostać się wraz z rodziną pociągiem do granicy z Macedonią, w czasie wojny o Kosowo. Pociąg zatrzymały serbskie oddziały paramilitarne, Aganiego wyprowadzono z pociągu. Jego ciało odnaleziono w pobliżu drogi, prowadzącej do Lipjanu.

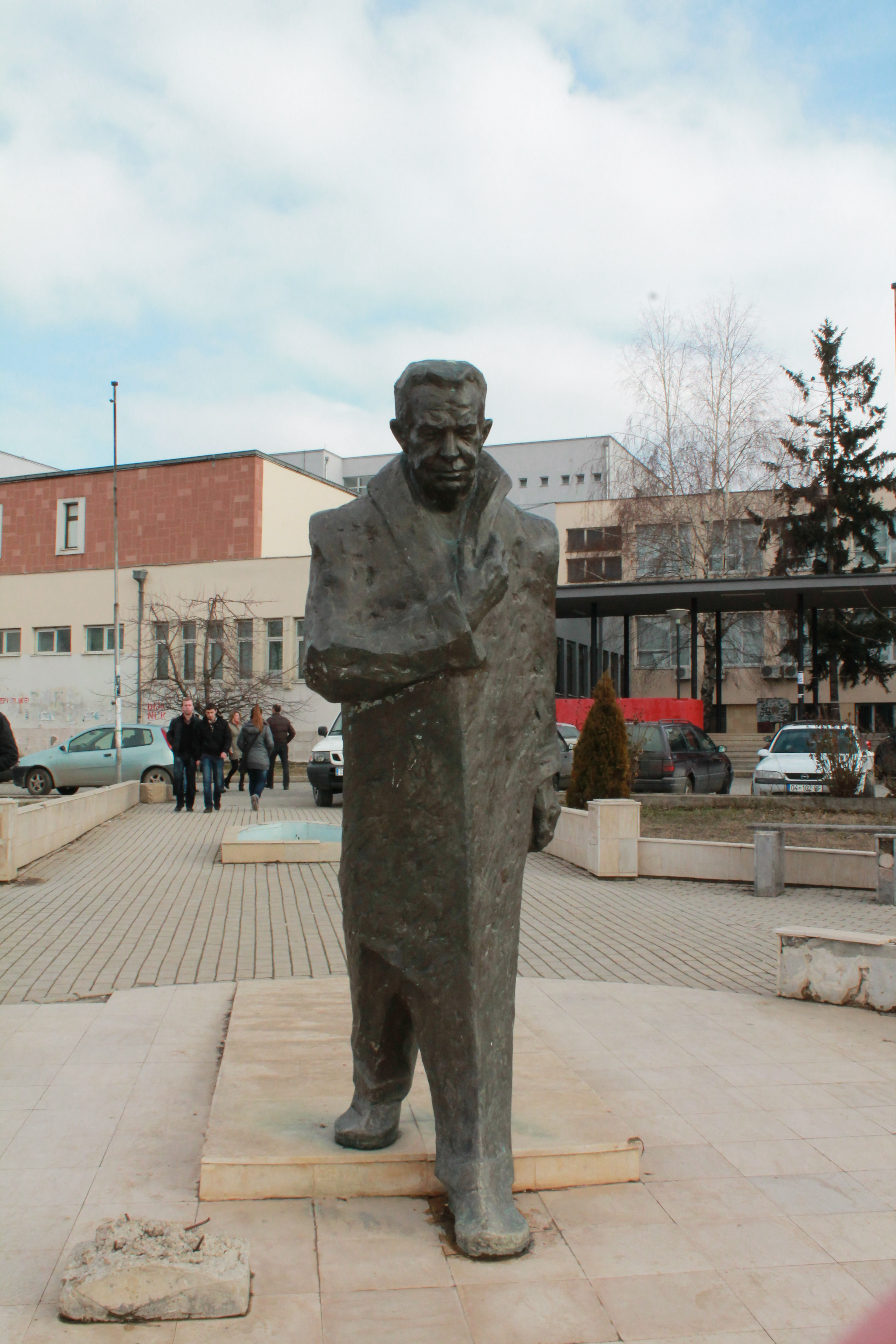
Pomnik Fehmiego Aganiego w Prisztinie

W 2004 został uhonorowany pośmiertnie tytułem Bohatera Kosowa (alb. Hero i Kosovës). W 2006 w Prisztinie stanął pomnik Aganiego, dłuta Luana Mulliqiego. Jego imię noszą ulice w Prisztinie, Uroševacu, Gjakove i w Klinie.

## Dzieła
- 1990: Në rrjedha të mendimit sociologjik
- 1994: Demokracia, Kombi, Vetëvendosja (Demokracja, Naród, Samostanowienie)
- 1996: Për shoqërinë civile (O społeczeństwie obywatelskim)
- 2002: Pavarësia-gjasa dhe shpresë : nga marrëveshja e arsimit deri në Rambuje
- 2002: Partitë dhe grupet politike në Shqipëri gjatë luftës së dytë botërore 1939 - 1945 (Partie i grupy polityczne w Albanii w czasie II wojny światowej)
- 2002: Sindikatat Gjermane dhe shkrime tjera (Niemieckie związki zawodowe i inne prace)
- Gjuha e dhunës dhe zëri i arsyes (Język przemocy i głos rozsądku)